# Raoul Ier de Beaugency
Raoul Ier (parfois nommé René) de Beaugency, né avant février 1069 (1068 ?) et mort en 1130, est un seigneur de Beaugency, fils de Lancelin II de Beaugency dit Landry, et petit-fils  de Lancelin Ier de Beaugency, Seigneur de la Flèche, et de Paule du Maine[réf. à confirmer].
On lui doit certainement le donjon[réf. à confirmer] du Château de Beaugency.

## Biographie
Il se marie en 1120 en secondes noces avec Mahaud (Mathilde) de Vermandois, comtesse de Crépy (1080 - 12 février 1131), fille d'Hugues de France « Le Maisné » (fils d'Henri Ier, Roi de France), comte de Vermandois et de Valois, et d’Adélaïde de Vermandois.
Croisé en 1096 avec Robert, comte de Flandres, et Hugues « Le Grand », il souscrit une charte en février 1069 de son beau-frère Robet de Villeneuil, Vicomte de Blois[réf. à confirmer], marié à Agnès de Beaugency, sa sœur.
Sa fille Mahaud (Mathilde) de Beaugency (vers 1104/08 (1105 ?) épouse Eudes-Archambaud III de Champagne, seigneur de Sully (vers 1105 - après 1162), fils de Guillaume de Blois, seigneur de Sully, et d’Agnès de Sully.